# Звёздная палата
О фильме см. Звёздная палата (фильм)
Звёздная палата (англ. Star Chamber, лат. Camera stellata) — существовавший в 1487—1641 годах чрезвычайный суд при короле Англии. Создан Генрихом VII для судов над дворянами после Войны Алой и Белой розы в 1488 году в качестве комитета королевского Тайного совета. Название неясного происхождения; наиболее частое объяснение, впервые зафиксированное век спустя после создания суда, связано с тем, что потолок зала заседаний (упоминающийся уже в XIV веке) был украшен позолоченными звёздами, однако существуют и другие этимологии названия (писалось также как Sterred chambre и Sterne-chamere). В провинциях Звёздная палата имела свои делегации.

## История
Первоначально Звёздная палата была апелляционным судом, призванным минимизировать влияние аристократов на правосудие и обеспечить защиту прав простолюдинов (commoners), однако в царствование Генриха VIII стала орудием для закрытых расправ с действительными и мнимыми оппонентами короля и по многим делам выступала как единственная инстанция.
Ещё при Генрихе VII Звёздная палата стала заботиться об умножении доходов короля путём наложения штрафов, получения выкупов и тому подобных сборов: обвиняемый за соответствующее вознаграждение освобождался от ответственности, или, как тогда выражались, король брал дело в свои руки. При Елизавете Звёздная палата действовала беспощадно, прибегая к членовредительным наказаниям, но не ослабляя при этом и системы штрафов. Еще до Елизаветы компетенция Звёздной палаты стала совершенно неопределённой: она сама определяла, какое дело подлежит ее рассмотрению, и вторгалась даже в частную жизнь граждан.
При Стюартах в деятельности Звёздной палаты на первый план выдвинулись цели не фискальные, а политические; контроль её распространяется на религиозную жизнь и умственные движения.
Преступления, совершенные путем печати, разбирались палатою ещё со времён Елизаветы. Особую известность приобрёл в этом отношении процесс пуританина Вильяма Принна, который выступил в печати против светских удовольствий своего времени и был за это в 1634 году приговорён Звёздной палатою к штрафу в 5000 фунтов, позорному столбу, отсечению ушей и пожизненному заключению.
Суд Звёздной палаты был отменён в 1641 году в ходе Английской революции актом парламента, утвердившим принцип habeas corpus (не путать с более известным актом о habeas corpus 1679 года).